# 根納赫河
48°10′19″N 10°43′49″E / 48.17194°N 10.73028°E

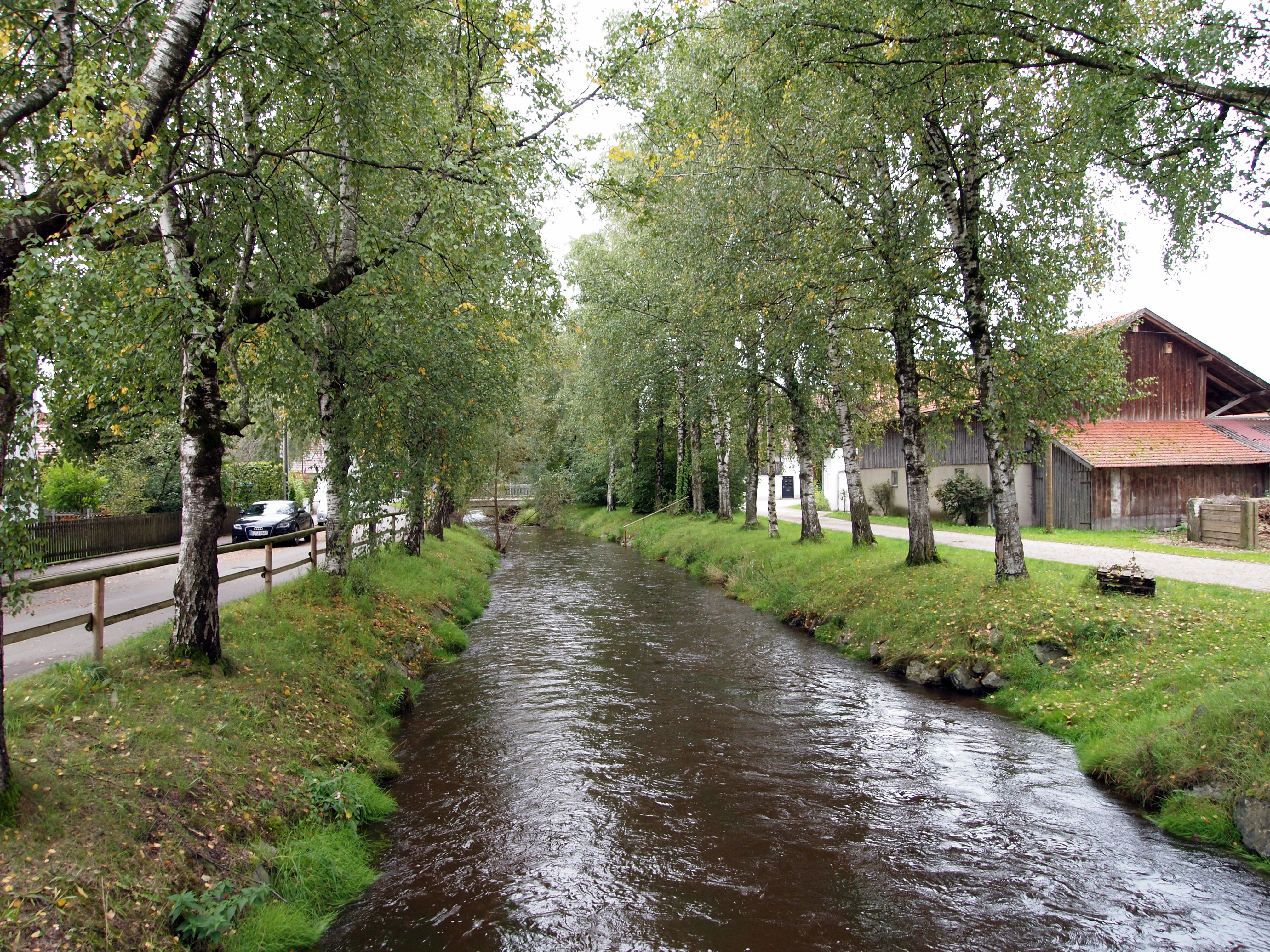
根納赫河

根納赫河（德語：Gennach），是德國的河流，位於該國東南部，由巴伐利亞負責管轄，處於上阿爾高縣，屬於韋爾塔赫河的支流，河道全長49公里，流域面積257平方公里。